# The Witch of the Range
The Witch of the Range est un film muet américain réalisé par Allan Dwan et sorti en 1911.

## Fiche technique
- Réalisation : Allan Dwan
- Date de sortie : États-Unis : 12 juin 1911

## Distribution
- J. Warren Kerrigan : Ed Warren
- Pauline Bush : Anna Taylor
- Jack Richardson : Jim Garner
- Louise Lester : la Sorcière